# NGC 7386
NGC 7386 је лентикуларна галаксија у сазвежђу Пегаз која се налази на NGC листи објеката дубоког неба.
Деклинација објекта је + 11° 41' 53" а ректасцензија 22h 50m 2,0s. Привидна величина (магнитуда) објекта NGC 7386 износи 12,5 а фотографска магнитуда 13,5. NGC 7386 је још познат и под ознакама UGC 12209, MCG 2-58-18, CGCG 430-16, PGC 69825.